# Тимшиняково
Тимшиняково — деревня в Тарском районе Омской области России. Входит в состав Самсоновского сельского поселения.

## История
Основана в 1854 г. В 1928 г. состояла из 35 хозяйств, основное население — бухарцы. В составе Самсоновского сельсовета Екатерининского района Тарского округа Сибирского края.

## Население
| 1926 | 2002 | 2010 |
| ---- | ---- | ---- |
| 164  | ↘159 | ↘125 |